# Liège-Bastogne-Liège 2024
Liège-Bastogne-Liège 2024 – 110. edycja wyścigu kolarskiego Liège-Bastogne-Liège, która odbyła się 21 kwietnia 2024 na liczącej ponad 254 kilometrów trasie przez te miejscowości. Impreza kategorii 1.UWT była częścią UCI World Tour 2024.

## Uczestnicy

### Drużyny
| WorldTeams (18)- Decathlon-AG2R La Mondiale - Alpecin-Deceuninck - Arkéa-B&B Hotels - Astana Qazaqstan Team - Bahrain Victorious - Bora-Hansgrohe - Cofidis - EF Education-EasyPost - Groupama-FDJ - Ineos Grenadiers - Intermarché-Wanty - Team Visma \| Lease a Bike - Lidl-Trek - Movistar Team - Soudal Quick-Step - Team dsm-firmenich PostNL - Team Jayco AlUla - UAE Team Emirates ProTeams (7)- Bingoal WB - Equipo Kern Pharma - Israel-Premier Tech - Lotto Dstny - Team Flanders-Baloise - TotalEnergies - Uno-X Mobility |
| |

### Lista startowa
| Soudal Quick-Step SOQ | Soudal Quick-Step SOQ       | Soudal Quick-Step SOQ |
| --------------------- | --------------------------- | --------------------- |
| Nr                    | Kolarz                      | Miejsce               |
| 1                     | James Knox (GBR)            | DNF                   |
| 2                     | Gil Gelders (BEL)           | 69.                   |
| 3                     | William Junior Lecerf (BEL) | DNF                   |
| 4                     | Fausto Masnada (ITA)        | 71.                   |
| 5                     | Pieter Serry (BEL)          | 76.                   |
| 6                     | Mauri Vansevenant (BEL)     | 6.                    |
| 7                     | Louis Vervaeke (BEL)        | 72.                   |

| Ineos Grenadiers IGD | Ineos Grenadiers IGD     | Ineos Grenadiers IGD |
| -------------------- | ------------------------ | -------------------- |
| Nr                   | Kolarz                   | Miejsce              |
| 11                   | Thomas Pidcock (GBR)     | 10.                  |
| 12                   | Egan Bernal (COL)        | 21.                  |
| 13                   | Laurens De Plus (BEL)    | 31.                  |
| 14                   | Omar Fraile (ESP)        | 65.                  |
| 15                   | Ethan Hayter (GBR)       | 75.                  |
| 16                   | Michał Kwiatkowski (POL) | DNF                  |
| 17                   | Brandon Rivera (COL)     | 87.                  |

| Bahrain Victorious TBV | Bahrain Victorious TBV  | Bahrain Victorious TBV |
| ---------------------- | ----------------------- | ---------------------- |
| Nr                     | Kolarz                  | Miejsce                |
| 21                     | Santiago Buitrago (COL) | 41.                    |
| 22                     | Yukiya Arashiro (JPN)   | DNF                    |
| 23                     | Pello Bilbao (ESP)      | 9.                     |
| 24                     | Wout Poels (NED)        | 30.                    |
| 25                     | Dušan Rajović (SRB)     | DNF                    |
| 26                     | Antonio Tiberi (ITA)    | 22.                    |
| 27                     | Łukasz Wiśniowski (POL) | DNF                    |

| Alpecin-Deceuninck ADC | Alpecin-Deceuninck ADC             | Alpecin-Deceuninck ADC |
| ---------------------- | ---------------------------------- | ---------------------- |
| Nr                     | Kolarz                             | Miejsce                |
| 31                     | Mathieu van der Poel (NED) (szosa) | 3.                     |
| 32                     | Quinten Hermans (BEL)              | 35.                    |
| 33                     | Søren Kragh Andersen (DEN)         | 67.                    |
| 34                     | Axel Laurance (FRA)                | 44.                    |
| 35                     | Oscar Riesebeek (NED)              | DNF                    |
| 36                     | Stan Van Tricht (BEL)              | DNF                    |
| 37                     | Luca Vergallito (ITA)              | 111.                   |

| EF Education-EasyPost EFE | EF Education-EasyPost EFE     | EF Education-EasyPost EFE |
| ------------------------- | ----------------------------- | ------------------------- |
| Nr                        | Kolarz                        | Miejsce                   |
| 41                        | Richard Carapaz (ECU) (szosa) | 26.                       |
| 42                        | Ben Healy (IRL) (szosa)       | 27.                       |
| 43                        | Mikkel Frølich Honoré (DEN)   | 46.                       |
| 44                        | Archie Ryan (IRL)             | 55.                       |
| 45                        | James Shaw (GBR)              | 95.                       |
| 46                        | Harry Sweeny (AUS)            | 59.                       |
| 47                        | Rigoberto Urán (COL)          | DNF                       |

| Groupama-FDJ GFC | Groupama-FDJ GFC               | Groupama-FDJ GFC |
| ---------------- | ------------------------------ | ---------------- |
| Nr               | Kolarz                         | Miejsce          |
| 51               | David Gaudu (FRA)              | 43.              |
| 52               | Lorenzo Germani (ITA)          | 106.             |
| 53               | Romain Grégoire (FRA)          | 24.              |
| 54               | Valentin Madouas (FRA) (szosa) | 7.               |
| 55               | Quentin Pacher (FRA)           | 51.              |
| 56               | Rémy Rochas (FRA)              | 91.              |
| 57               | Clément Russo (FRA)            | 105.             |

| Cofidis COF | Cofidis COF            | Cofidis COF |
| ----------- | ---------------------- | ----------- |
| Nr          | Kolarz                 | Miejsce     |
| 61          | Guillaume Martin (FRA) | 18.         |
| 62          | Rubén Fernández (ESP)  | DNF         |
| 63          | Jesús Herrada (ESP)    | 100.        |
| 64          | Gorka Izagirre (ESP)   | DNF         |
| 65          | Ion Izagirre (ESP)     | 19.         |
| 66          | Axel Mariault (FRA)    | 116.        |
| 67          | Anthony Perez (FRA)    | DNF         |

| Team Visma \| Lease a Bike TVL | Team Visma \| Lease a Bike TVL | Team Visma \| Lease a Bike TVL |
| ------------------------------ | ------------------------------ | ------------------------------ |
| Nr                             | Kolarz                         | Miejsce                        |
| 71                             | Tiesj Benoot (BEL)             | 12.                            |
| 72                             | Ben Tulett (GBR)               | DNF                            |
| 73                             | Milan Vader (NED)              | 90.                            |
| 74                             | Attila Valter (HUN) (szosa)    | 40.                            |
| 75                             | Loe van Belle (NED)            | 102.                           |
| 76                             | Tosh Van der Sande (BEL)       | DNF                            |
| 77                             | Julien Vermote (BEL)           | DNF                            |

| Bora-Hansgrohe BOH | Bora-Hansgrohe BOH     | Bora-Hansgrohe BOH |
| ------------------ | ---------------------- | ------------------ |
| Nr                 | Kolarz                 | Miejsce            |
| 81                 | Jai Hindley (AUS)      | 52.                |
| 82                 | Roger Adrià (ESP)      | 82.                |
| 83                 | Giovanni Aleotti (ITA) | DNF                |
| 84                 | Bob Jungels (LUX)      | 45.                |
| 85                 | Jonas Koch (GER)       | DNF                |
| 86                 | Matteo Sobrero (ITA)   | DNF                |
| 87                 | Aleksandr Własow       | 20.                |

| Lidl-Trek LTK | Lidl-Trek LTK                   | Lidl-Trek LTK |
| ------------- | ------------------------------- | ------------- |
| Nr            | Kolarz                          | Miejsce       |
| 91            | Mattias Skjelmose (DEN) (szosa) | 28.           |
| 92            | Andrea Bagioli (ITA)            | DNF           |
| 93            | Julien Bernard (FRA)            | 68.           |
| 94            | Patrick Konrad (AUT)            | DNF           |
| 95            | Bauke Mollema (NED)             | 13.           |
| 96            | Sam Oomen (NED)                 | 70.           |
| 97            | Toms Skujiņš (LAT)              | 48.           |

| UAE Team Emirates UAD | UAE Team Emirates UAD       | UAE Team Emirates UAD |
| --------------------- | --------------------------- | --------------------- |
| Nr                    | Kolarz                      | Miejsce               |
| 101                   | Tadej Pogačar (SLO) (szosa) | 1.                    |
| 102                   | Sjoerd Bax (NED)            | DNF                   |
| 103                   | Finn Fisher-Black (NZL)     | DNF                   |
| 104                   | João Almeida (POR)          | 29.                   |
| 105                   | Marc Hirschi (SUI) (szosa)  | 17.                   |
| 106                   | Domen Novak (SLO)           | 60.                   |
| 107                   | Diego Ulissi (ITA)          | DNF                   |

| Lotto Dstny LTD | Lotto Dstny LTD          | Lotto Dstny LTD |
| --------------- | ------------------------ | --------------- |
| Nr              | Kolarz                   | Miejsce         |
| 111             | Maxim Van Gils (BEL)     | 4.              |
| 112             | Logan Currie (NZL)       | 117.            |
| 113             | Jarrad Drizners (AUS)    | DNF             |
| 114             | Andreas Kron (DEN)       | 37.             |
| 115             | Sylvain Moniquet (BEL)   | 54.             |
| 116             | Mathijs Paasschens (NED) | DNF             |
| 117             | Jonas Gregaard (DEN)     | 94.             |

| Israel-Premier Tech IPT | Israel-Premier Tech IPT | Israel-Premier Tech IPT |
| ----------------------- | ----------------------- | ----------------------- |
| Nr                      | Kolarz                  | Miejsce                 |
| 121                     | Dylan Teuns (BEL)       | 15.                     |
| 122                     | George Bennett (NZL)    | 73.                     |
| 123                     | Simon Clarke (AUS)      | 58.                     |
| 124                     | Jakob Fuglsang (DEN)    | 84.                     |
| 125                     | Derek Gee (CAN)         | 86.                     |
| 126                     | Nick Schultz (AUS)      | 57.                     |
| 127                     | Stephen Williams (GBR)  | 66.                     |

| Team dsm-firmenich PostNL DFP | Team dsm-firmenich PostNL DFP | Team dsm-firmenich PostNL DFP |
| ----------------------------- | ----------------------------- | ----------------------------- |
| Nr                            | Kolarz                        | Miejsce                       |
| 131                           | Romain Bardet (FRA)           | 2.                            |
| 132                           | Romain Combaud (FRA)          | 107.                          |
| 133                           | Matthew Dinham (AUS)          | DNF                           |
| 134                           | Chris Hamilton (AUS)          | DNF                           |
| 135                           | Enzo Leijnse (NED)            | DNF                           |
| 136                           | Martijn Tusveld (NED)         | 115.                          |
| 137                           | Kevin Vermaerke (USA)         | 23.                           |

| Decathlon-AG2R La Mondiale DAT | Decathlon-AG2R La Mondiale DAT | Decathlon-AG2R La Mondiale DAT |
| ------------------------------ | ------------------------------ | ------------------------------ |
| Nr                             | Kolarz                         | Miejsce                        |
| 141                            | Benoît Cosnefroy (FRA)         | 16.                            |
| 142                            | Bruno Armirail (FRA)           | DNF                            |
| 143                            | Clément Berthet (FRA)          | 50.                            |
| 144                            | Felix Gall (AUT)               | 47.                            |
| 145                            | Paul Lapeira (FRA)             | 11.                            |
| 146                            | Aurélien Paret-Peintre (FRA)   | 5.                             |
| 147                            | Nicolas Prodhomme (FRA)        | 38.                            |

| Astana Qazaqstan Team AST | Astana Qazaqstan Team AST      | Astana Qazaqstan Team AST |
| ------------------------- | ------------------------------ | ------------------------- |
| Nr                        | Kolarz                         | Miejsce                   |
| 151                       | Aleksiej Łucenko (KAZ) (szosa) | 8.                        |
| 152                       | Anthon Charmig (DEN)           | 63.                       |
| 153                       | Igor Czżan (KAZ)               | DNF                       |
| 154                       | Lorenzo Fortunato (ITA)        | 79.                       |
| 155                       | Christian Scaroni (ITA)        | 53.                       |
| 156                       | Santiago Umba (COL)            | 76.                       |
| 157                       | Simone Velasco (ITA) (szosa)   | 34.                       |

| Intermarché-Wanty IWA | Intermarché-Wanty IWA     | Intermarché-Wanty IWA |
| --------------------- | ------------------------- | --------------------- |
| Nr                    | Kolarz                    | Miejsce               |
| 161                   | Georg Zimmermann (GER)    | 49.                   |
| 162                   | Lilian Calmejane (FRA)    | 112.                  |
| 163                   | Kevin Colleoni (ITA)      | 96.                   |
| 164                   | Gerben Kuypers (BEL)      | DNF                   |
| 165                   | Baptiste Planckaert (BEL) | DNF                   |
| 166                   | Lorenzo Rota (ITA)        | 33.                   |
| 167                   | Rein Taaramäe (EST)       | DNF                   |

| Team Jayco AlUla JAY | Team Jayco AlUla JAY   | Team Jayco AlUla JAY |
| -------------------- | ---------------------- | -------------------- |
| Nr                   | Kolarz                 | Miejsce              |
| 171                  | Simon Yates (GBR)      | 32.                  |
| 172                  | Davide De Pretto (ITA) | DNF                  |
| 173                  | Anders Foldager (DEN)  | 93.                  |
| 174                  | Jan Maas (NED)         | DNF                  |
| 175                  | Michael Matthews (AUS) | 36.                  |
| 176                  | Mauro Schmid (SUI)     | DNF                  |
| 177                  | Filippo Zana (ITA)     | 39.                  |

| Movistar Team MOV | Movistar Team MOV    | Movistar Team MOV |
| ----------------- | -------------------- | ----------------- |
| Nr                | Kolarz               | Miejsce           |
| 181               | Davide Formolo (ITA) | 42.               |
| 182               | Alex Aranburu (ESP)  | 14.               |
| 183               | Jorge Arcas (ESP)    | 97.               |
| 184               | William Barta (USA)  | DNF               |
| 185               | Carlos Canal (ESP)   | DNF               |
| 186               | Oier Lazkano (ESP)   | 64.               |
| 187               | Iván Romeo (ESP)     | DNF               |

| Uno-X Mobility UXM | Uno-X Mobility UXM               | Uno-X Mobility UXM |
| ------------------ | -------------------------------- | ------------------ |
| Nr                 | Kolarz                           | Miejsce            |
| 191                | Tobias Halland Johannessen (NOR) | 25.                |
| 192                | Martin Urianstad (NOR)           | 104.               |
| 193                | Odd Christian Eiking (NOR)       | 88.                |
| 194                | Ådne Holter (NOR)                | 109.               |
| 195                | Johannes Kulset (NOR)            | 62.                |
| 196                | Andreas Leknessund (NOR)         | 61.                |
| 197                | Anders Skaarseth (NOR)           | 110.               |

| TotalEnergies TEN | TotalEnergies TEN        | TotalEnergies TEN |
| ----------------- | ------------------------ | ----------------- |
| Nr                | Kolarz                   | Miejsce           |
| 201               | Mathieu Burgaudeau (FRA) | 78.               |
| 202               | Fabien Doubey (FRA)      | DNF               |
| 203               | Fabien Grellier (FRA)    | 113.              |
| 204               | Jordan Jegat (FRA)       | 77.               |
| 205               | Alan Jousseaume (FRA)    | 81.               |
| 206               | Paul Ourselin (FRA)      | DNF               |
| 207               | Alexis Vuillermoz (FRA)  | 92.               |

| Bingoal WB BWB | Bingoal WB BWB            | Bingoal WB BWB |
| -------------- | ------------------------- | -------------- |
| Nr             | Kolarz                    | Miejsce        |
| 211            | Luca Van Boven (BEL)      | 80.            |
| 212            | Louka Matthys (BEL)       | 103.           |
| 213            | Johan Meens (BEL)         | 74.            |
| 214            | Dimitri Peyskens (BEL)    | DNF            |
| 215            | Aaron Van der Beken (BEL) | DNF            |
| 216            | Giacomo Villa (ITA)       | DNF            |
| 217            | Loïc Vliegen (BEL)        | DNF            |

| Equipo Kern Pharma EKP | Equipo Kern Pharma EKP   | Equipo Kern Pharma EKP |
| ---------------------- | ------------------------ | ---------------------- |
| Nr                     | Kolarz                   | Miejsce                |
| 221                    | Iván Cobo (ESP)          | DNF                    |
| 222                    | Marc Brustenga (ESP)     | DNF                    |
| 223                    | Francisco Galván (ESP)   | DNF                    |
| 224                    | Jordi López (ESP)        | 114.                   |
| 225                    | Mikel Retegi (ESP)       | DNF                    |
| 226                    | Ibon Ruiz (ESP)          | 89.                    |
| 227                    | Danny van der Tuuk (POL) | DNF                    |

| Arkéa-B&B Hotels ARK | Arkéa-B&B Hotels ARK      | Arkéa-B&B Hotels ARK |
| -------------------- | ------------------------- | -------------------- |
| Nr                   | Kolarz                    | Miejsce              |
| 231                  | Kévin Vauquelin (FRA)     | DNF                  |
| 232                  | Louis Barré (FRA)         | DNF                  |
| 233                  | Clément Champoussin (FRA) | 85.                  |
| 234                  | Anthony Delaplace (FRA)   | 99.                  |
| 235                  | Simon Guglielmi (FRA)     | 101.                 |
| 236                  | Laurens Huys (BEL)        | 83.                  |
| 237                  | Michel Ries (LUX)         | 98.                  |

| Team Flanders-Baloise TFB | Team Flanders-Baloise TFB | Team Flanders-Baloise TFB |
| ------------------------- | ------------------------- | ------------------------- |
| Nr                        | Kolarz                    | Miejsce                   |
| 241                       | Kamiel Bonneu (BEL)       | DNF                       |
| 242                       | Toon Clynhens (BEL)       | DNF                       |
| 243                       | Lars Craps (BEL)          | DNF                       |
| 244                       | Siebe Deweirdt (BEL)      | DNF                       |
| 245                       | Elias Maris (BEL)         | 108.                      |
| 246                       | Dylan Vandenstorme (BEL)  | DNF                       |
| 247                       | Vincent Van Hemelen (BEL) | DNF                       |

| Soudal Quick-Step SOQ | Soudal Quick-Step SOQ       | Soudal Quick-Step SOQ |
| --------------------- | --------------------------- | --------------------- |
| Nr                    | Kolarz                      | Miejsce               |
| 1                     | James Knox (GBR)            | DNF                   |
| 2                     | Gil Gelders (BEL)           | 69.                   |
| 3                     | William Junior Lecerf (BEL) | DNF                   |
| 4                     | Fausto Masnada (ITA)        | 71.                   |
| 5                     | Pieter Serry (BEL)          | 76.                   |
| 6                     | Mauri Vansevenant (BEL)     | 6.                    |
| 7                     | Louis Vervaeke (BEL)        | 72.                   |

| Ineos Grenadiers IGD | Ineos Grenadiers IGD     | Ineos Grenadiers IGD |
| -------------------- | ------------------------ | -------------------- |
| Nr                   | Kolarz                   | Miejsce              |
| 11                   | Thomas Pidcock (GBR)     | 10.                  |
| 12                   | Egan Bernal (COL)        | 21.                  |
| 13                   | Laurens De Plus (BEL)    | 31.                  |
| 14                   | Omar Fraile (ESP)        | 65.                  |
| 15                   | Ethan Hayter (GBR)       | 75.                  |
| 16                   | Michał Kwiatkowski (POL) | DNF                  |
| 17                   | Brandon Rivera (COL)     | 87.                  |

| Bahrain Victorious TBV | Bahrain Victorious TBV  | Bahrain Victorious TBV |
| ---------------------- | ----------------------- | ---------------------- |
| Nr                     | Kolarz                  | Miejsce                |
| 21                     | Santiago Buitrago (COL) | 41.                    |
| 22                     | Yukiya Arashiro (JPN)   | DNF                    |
| 23                     | Pello Bilbao (ESP)      | 9.                     |
| 24                     | Wout Poels (NED)        | 30.                    |
| 25                     | Dušan Rajović (SRB)     | DNF                    |
| 26                     | Antonio Tiberi (ITA)    | 22.                    |
| 27                     | Łukasz Wiśniowski (POL) | DNF                    |

| Alpecin-Deceuninck ADC | Alpecin-Deceuninck ADC             | Alpecin-Deceuninck ADC |
| ---------------------- | ---------------------------------- | ---------------------- |
| Nr                     | Kolarz                             | Miejsce                |
| 31                     | Mathieu van der Poel (NED) (szosa) | 3.                     |
| 32                     | Quinten Hermans (BEL)              | 35.                    |
| 33                     | Søren Kragh Andersen (DEN)         | 67.                    |
| 34                     | Axel Laurance (FRA)                | 44.                    |
| 35                     | Oscar Riesebeek (NED)              | DNF                    |
| 36                     | Stan Van Tricht (BEL)              | DNF                    |
| 37                     | Luca Vergallito (ITA)              | 111.                   |

| EF Education-EasyPost EFE | EF Education-EasyPost EFE     | EF Education-EasyPost EFE |
| ------------------------- | ----------------------------- | ------------------------- |
| Nr                        | Kolarz                        | Miejsce                   |
| 41                        | Richard Carapaz (ECU) (szosa) | 26.                       |
| 42                        | Ben Healy (IRL) (szosa)       | 27.                       |
| 43                        | Mikkel Frølich Honoré (DEN)   | 46.                       |
| 44                        | Archie Ryan (IRL)             | 55.                       |
| 45                        | James Shaw (GBR)              | 95.                       |
| 46                        | Harry Sweeny (AUS)            | 59.                       |
| 47                        | Rigoberto Urán (COL)          | DNF                       |

| Groupama-FDJ GFC | Groupama-FDJ GFC               | Groupama-FDJ GFC |
| ---------------- | ------------------------------ | ---------------- |
| Nr               | Kolarz                         | Miejsce          |
| 51               | David Gaudu (FRA)              | 43.              |
| 52               | Lorenzo Germani (ITA)          | 106.             |
| 53               | Romain Grégoire (FRA)          | 24.              |
| 54               | Valentin Madouas (FRA) (szosa) | 7.               |
| 55               | Quentin Pacher (FRA)           | 51.              |
| 56               | Rémy Rochas (FRA)              | 91.              |
| 57               | Clément Russo (FRA)            | 105.             |

| Cofidis COF | Cofidis COF            | Cofidis COF |
| ----------- | ---------------------- | ----------- |
| Nr          | Kolarz                 | Miejsce     |
| 61          | Guillaume Martin (FRA) | 18.         |
| 62          | Rubén Fernández (ESP)  | DNF         |
| 63          | Jesús Herrada (ESP)    | 100.        |
| 64          | Gorka Izagirre (ESP)   | DNF         |
| 65          | Ion Izagirre (ESP)     | 19.         |
| 66          | Axel Mariault (FRA)    | 116.        |
| 67          | Anthony Perez (FRA)    | DNF         |

| Team Visma \| Lease a Bike TVL | Team Visma \| Lease a Bike TVL | Team Visma \| Lease a Bike TVL |
| ------------------------------ | ------------------------------ | ------------------------------ |
| Nr                             | Kolarz                         | Miejsce                        |
| 71                             | Tiesj Benoot (BEL)             | 12.                            |
| 72                             | Ben Tulett (GBR)               | DNF                            |
| 73                             | Milan Vader (NED)              | 90.                            |
| 74                             | Attila Valter (HUN) (szosa)    | 40.                            |
| 75                             | Loe van Belle (NED)            | 102.                           |
| 76                             | Tosh Van der Sande (BEL)       | DNF                            |
| 77                             | Julien Vermote (BEL)           | DNF                            |

| Bora-Hansgrohe BOH | Bora-Hansgrohe BOH     | Bora-Hansgrohe BOH |
| ------------------ | ---------------------- | ------------------ |
| Nr                 | Kolarz                 | Miejsce            |
| 81                 | Jai Hindley (AUS)      | 52.                |
| 82                 | Roger Adrià (ESP)      | 82.                |
| 83                 | Giovanni Aleotti (ITA) | DNF                |
| 84                 | Bob Jungels (LUX)      | 45.                |
| 85                 | Jonas Koch (GER)       | DNF                |
| 86                 | Matteo Sobrero (ITA)   | DNF                |
| 87                 | Aleksandr Własow       | 20.                |

| Lidl-Trek LTK | Lidl-Trek LTK                   | Lidl-Trek LTK |
| ------------- | ------------------------------- | ------------- |
| Nr            | Kolarz                          | Miejsce       |
| 91            | Mattias Skjelmose (DEN) (szosa) | 28.           |
| 92            | Andrea Bagioli (ITA)            | DNF           |
| 93            | Julien Bernard (FRA)            | 68.           |
| 94            | Patrick Konrad (AUT)            | DNF           |
| 95            | Bauke Mollema (NED)             | 13.           |
| 96            | Sam Oomen (NED)                 | 70.           |
| 97            | Toms Skujiņš (LAT)              | 48.           |

| UAE Team Emirates UAD | UAE Team Emirates UAD       | UAE Team Emirates UAD |
| --------------------- | --------------------------- | --------------------- |
| Nr                    | Kolarz                      | Miejsce               |
| 101                   | Tadej Pogačar (SLO) (szosa) | 1.                    |
| 102                   | Sjoerd Bax (NED)            | DNF                   |
| 103                   | Finn Fisher-Black (NZL)     | DNF                   |
| 104                   | João Almeida (POR)          | 29.                   |
| 105                   | Marc Hirschi (SUI) (szosa)  | 17.                   |
| 106                   | Domen Novak (SLO)           | 60.                   |
| 107                   | Diego Ulissi (ITA)          | DNF                   |

| Lotto Dstny LTD | Lotto Dstny LTD          | Lotto Dstny LTD |
| --------------- | ------------------------ | --------------- |
| Nr              | Kolarz                   | Miejsce         |
| 111             | Maxim Van Gils (BEL)     | 4.              |
| 112             | Logan Currie (NZL)       | 117.            |
| 113             | Jarrad Drizners (AUS)    | DNF             |
| 114             | Andreas Kron (DEN)       | 37.             |
| 115             | Sylvain Moniquet (BEL)   | 54.             |
| 116             | Mathijs Paasschens (NED) | DNF             |
| 117             | Jonas Gregaard (DEN)     | 94.             |

| Israel-Premier Tech IPT | Israel-Premier Tech IPT | Israel-Premier Tech IPT |
| ----------------------- | ----------------------- | ----------------------- |
| Nr                      | Kolarz                  | Miejsce                 |
| 121                     | Dylan Teuns (BEL)       | 15.                     |
| 122                     | George Bennett (NZL)    | 73.                     |
| 123                     | Simon Clarke (AUS)      | 58.                     |
| 124                     | Jakob Fuglsang (DEN)    | 84.                     |
| 125                     | Derek Gee (CAN)         | 86.                     |
| 126                     | Nick Schultz (AUS)      | 57.                     |
| 127                     | Stephen Williams (GBR)  | 66.                     |

| Team dsm-firmenich PostNL DFP | Team dsm-firmenich PostNL DFP | Team dsm-firmenich PostNL DFP |
| ----------------------------- | ----------------------------- | ----------------------------- |
| Nr                            | Kolarz                        | Miejsce                       |
| 131                           | Romain Bardet (FRA)           | 2.                            |
| 132                           | Romain Combaud (FRA)          | 107.                          |
| 133                           | Matthew Dinham (AUS)          | DNF                           |
| 134                           | Chris Hamilton (AUS)          | DNF                           |
| 135                           | Enzo Leijnse (NED)            | DNF                           |
| 136                           | Martijn Tusveld (NED)         | 115.                          |
| 137                           | Kevin Vermaerke (USA)         | 23.                           |

| Decathlon-AG2R La Mondiale DAT | Decathlon-AG2R La Mondiale DAT | Decathlon-AG2R La Mondiale DAT |
| ------------------------------ | ------------------------------ | ------------------------------ |
| Nr                             | Kolarz                         | Miejsce                        |
| 141                            | Benoît Cosnefroy (FRA)         | 16.                            |
| 142                            | Bruno Armirail (FRA)           | DNF                            |
| 143                            | Clément Berthet (FRA)          | 50.                            |
| 144                            | Felix Gall (AUT)               | 47.                            |
| 145                            | Paul Lapeira (FRA)             | 11.                            |
| 146                            | Aurélien Paret-Peintre (FRA)   | 5.                             |
| 147                            | Nicolas Prodhomme (FRA)        | 38.                            |

| Astana Qazaqstan Team AST | Astana Qazaqstan Team AST      | Astana Qazaqstan Team AST |
| ------------------------- | ------------------------------ | ------------------------- |
| Nr                        | Kolarz                         | Miejsce                   |
| 151                       | Aleksiej Łucenko (KAZ) (szosa) | 8.                        |
| 152                       | Anthon Charmig (DEN)           | 63.                       |
| 153                       | Igor Czżan (KAZ)               | DNF                       |
| 154                       | Lorenzo Fortunato (ITA)        | 79.                       |
| 155                       | Christian Scaroni (ITA)        | 53.                       |
| 156                       | Santiago Umba (COL)            | 76.                       |
| 157                       | Simone Velasco (ITA) (szosa)   | 34.                       |

| Intermarché-Wanty IWA | Intermarché-Wanty IWA     | Intermarché-Wanty IWA |
| --------------------- | ------------------------- | --------------------- |
| Nr                    | Kolarz                    | Miejsce               |
| 161                   | Georg Zimmermann (GER)    | 49.                   |
| 162                   | Lilian Calmejane (FRA)    | 112.                  |
| 163                   | Kevin Colleoni (ITA)      | 96.                   |
| 164                   | Gerben Kuypers (BEL)      | DNF                   |
| 165                   | Baptiste Planckaert (BEL) | DNF                   |
| 166                   | Lorenzo Rota (ITA)        | 33.                   |
| 167                   | Rein Taaramäe (EST)       | DNF                   |

| Team Jayco AlUla JAY | Team Jayco AlUla JAY   | Team Jayco AlUla JAY |
| -------------------- | ---------------------- | -------------------- |
| Nr                   | Kolarz                 | Miejsce              |
| 171                  | Simon Yates (GBR)      | 32.                  |
| 172                  | Davide De Pretto (ITA) | DNF                  |
| 173                  | Anders Foldager (DEN)  | 93.                  |
| 174                  | Jan Maas (NED)         | DNF                  |
| 175                  | Michael Matthews (AUS) | 36.                  |
| 176                  | Mauro Schmid (SUI)     | DNF                  |
| 177                  | Filippo Zana (ITA)     | 39.                  |

| Movistar Team MOV | Movistar Team MOV    | Movistar Team MOV |
| ----------------- | -------------------- | ----------------- |
| Nr                | Kolarz               | Miejsce           |
| 181               | Davide Formolo (ITA) | 42.               |
| 182               | Alex Aranburu (ESP)  | 14.               |
| 183               | Jorge Arcas (ESP)    | 97.               |
| 184               | William Barta (USA)  | DNF               |
| 185               | Carlos Canal (ESP)   | DNF               |
| 186               | Oier Lazkano (ESP)   | 64.               |
| 187               | Iván Romeo (ESP)     | DNF               |

| Uno-X Mobility UXM | Uno-X Mobility UXM               | Uno-X Mobility UXM |
| ------------------ | -------------------------------- | ------------------ |
| Nr                 | Kolarz                           | Miejsce            |
| 191                | Tobias Halland Johannessen (NOR) | 25.                |
| 192                | Martin Urianstad (NOR)           | 104.               |
| 193                | Odd Christian Eiking (NOR)       | 88.                |
| 194                | Ådne Holter (NOR)                | 109.               |
| 195                | Johannes Kulset (NOR)            | 62.                |
| 196                | Andreas Leknessund (NOR)         | 61.                |
| 197                | Anders Skaarseth (NOR)           | 110.               |

| TotalEnergies TEN | TotalEnergies TEN        | TotalEnergies TEN |
| ----------------- | ------------------------ | ----------------- |
| Nr                | Kolarz                   | Miejsce           |
| 201               | Mathieu Burgaudeau (FRA) | 78.               |
| 202               | Fabien Doubey (FRA)      | DNF               |
| 203               | Fabien Grellier (FRA)    | 113.              |
| 204               | Jordan Jegat (FRA)       | 77.               |
| 205               | Alan Jousseaume (FRA)    | 81.               |
| 206               | Paul Ourselin (FRA)      | DNF               |
| 207               | Alexis Vuillermoz (FRA)  | 92.               |

| Bingoal WB BWB | Bingoal WB BWB            | Bingoal WB BWB |
| -------------- | ------------------------- | -------------- |
| Nr             | Kolarz                    | Miejsce        |
| 211            | Luca Van Boven (BEL)      | 80.            |
| 212            | Louka Matthys (BEL)       | 103.           |
| 213            | Johan Meens (BEL)         | 74.            |
| 214            | Dimitri Peyskens (BEL)    | DNF            |
| 215            | Aaron Van der Beken (BEL) | DNF            |
| 216            | Giacomo Villa (ITA)       | DNF            |
| 217            | Loïc Vliegen (BEL)        | DNF            |

| Equipo Kern Pharma EKP | Equipo Kern Pharma EKP   | Equipo Kern Pharma EKP |
| ---------------------- | ------------------------ | ---------------------- |
| Nr                     | Kolarz                   | Miejsce                |
| 221                    | Iván Cobo (ESP)          | DNF                    |
| 222                    | Marc Brustenga (ESP)     | DNF                    |
| 223                    | Francisco Galván (ESP)   | DNF                    |
| 224                    | Jordi López (ESP)        | 114.                   |
| 225                    | Mikel Retegi (ESP)       | DNF                    |
| 226                    | Ibon Ruiz (ESP)          | 89.                    |
| 227                    | Danny van der Tuuk (POL) | DNF                    |

| Arkéa-B&B Hotels ARK | Arkéa-B&B Hotels ARK      | Arkéa-B&B Hotels ARK |
| -------------------- | ------------------------- | -------------------- |
| Nr                   | Kolarz                    | Miejsce              |
| 231                  | Kévin Vauquelin (FRA)     | DNF                  |
| 232                  | Louis Barré (FRA)         | DNF                  |
| 233                  | Clément Champoussin (FRA) | 85.                  |
| 234                  | Anthony Delaplace (FRA)   | 99.                  |
| 235                  | Simon Guglielmi (FRA)     | 101.                 |
| 236                  | Laurens Huys (BEL)        | 83.                  |
| 237                  | Michel Ries (LUX)         | 98.                  |

| Team Flanders-Baloise TFB | Team Flanders-Baloise TFB | Team Flanders-Baloise TFB |
| ------------------------- | ------------------------- | ------------------------- |
| Nr                        | Kolarz                    | Miejsce                   |
| 241                       | Kamiel Bonneu (BEL)       | DNF                       |
| 242                       | Toon Clynhens (BEL)       | DNF                       |
| 243                       | Lars Craps (BEL)          | DNF                       |
| 244                       | Siebe Deweirdt (BEL)      | DNF                       |
| 245                       | Elias Maris (BEL)         | 108.                      |
| 246                       | Dylan Vandenstorme (BEL)  | DNF                       |
| 247                       | Vincent Van Hemelen (BEL) | DNF                       |

Legenda: DNF – nie ukończył, OTL – przekroczył limit czasu, DNS – nie wystartował, DSQ – zdyskwalifikowany.

## Klasyfikacja generalna
| \| Klasyfikacja generalna \| Klasyfikacja generalna \| Klasyfikacja generalna \| Klasyfikacja generalna \| Klasyfikacja generalna \| \| Kolarz \| Kolarz \| Państwo \| Drużyna \| Czas \| \| ---------------------- \| ---------------------- \| ---------------------- \| -------------------------- \| ---------------------- \| \| 1. \| Tadej Pogačar \| Słowenia \| UAE Team Emirates \| 6h 13' 48" \| \| 2. \| Romain Bardet \| Francja \| Team dsm-firmenich PostNL \| + 1' 39" \| \| 3. \| Mathieu van der Poel \| Holandia \| Alpecin-Deceuninck \| + 2' 02" \| \| 4. \| Maxim Van Gils \| Belgia \| Lotto Dstny \| + 2' 02" \| \| 5. \| Aurélien Paret-Peintre \| Francja \| Decathlon-AG2R La Mondiale \| + 2' 02" \| \| 6. \| Mauri Vansevenant \| Belgia \| Soudal Quick-Step \| + 2' 02" \| \| 7. \| Valentin Madouas \| Francja \| Groupama-FDJ \| + 2' 02" \| \| 8. \| Aleksiej Łucenko \| Kazachstan \| Astana Qazaqstan Team \| + 2' 02" \| \| 9. \| Pello Bilbao \| Hiszpania \| Bahrain Victorious \| + 2' 02" \| \| 10. \| Thomas Pidcock \| Wielka Brytania \| Ineos Grenadiers \| + 2' 02" \| \| 11. \| Paul Lapeira \| Francja \| Decathlon-AG2R La Mondiale \| + 2' 02" \| \| 12. \| Tiesj Benoot \| Belgia \| Team Visma \\| Lease a Bike \| + 2' 02" \| \| 13. \| Bauke Mollema \| Holandia \| Lidl-Trek \| + 2' 02" \| \| 14. \| Alex Aranburu \| Hiszpania \| Movistar Team \| + 2' 02" \| \| 15. \| Dylan Teuns \| Belgia \| Israel-Premier Tech \| + 2' 02" \| \| 16. \| Benoît Cosnefroy \| Francja \| Decathlon-AG2R La Mondiale \| + 2' 02" \| \| 17. \| Marc Hirschi \| Szwajcaria \| UAE Team Emirates \| + 2' 02" \| \| 18. \| Guillaume Martin \| Francja \| Cofidis \| + 2' 02" \| \| 19. \| Ion Izagirre \| Hiszpania \| Cofidis \| + 2' 02" \| \| 20. \| Aleksandr Własow \| brak \| Bora-Hansgrohe \| + 2' 02" \| |                        |                 |                            |            |
| |                        |                 |                            |            |
| Źródło: ProCyclingStats |                        |                 |                            |            |
| Klasyfikacja generalna |                        |                 |                            |            |
| Kolarz | Kolarz                 | Państwo         | Drużyna                    | Czas       |
| 1. | Tadej Pogačar          | Słowenia        | UAE Team Emirates          | 6h 13' 48" |
| 2. | Romain Bardet          | Francja         | Team dsm-firmenich PostNL  | + 1' 39"   |
| 3. | Mathieu van der Poel   | Holandia        | Alpecin-Deceuninck         | + 2' 02"   |
| 4. | Maxim Van Gils         | Belgia          | Lotto Dstny                | + 2' 02"   |
| 5. | Aurélien Paret-Peintre | Francja         | Decathlon-AG2R La Mondiale | + 2' 02"   |
| 6. | Mauri Vansevenant      | Belgia          | Soudal Quick-Step          | + 2' 02"   |
| 7. | Valentin Madouas       | Francja         | Groupama-FDJ               | + 2' 02"   |
| 8. | Aleksiej Łucenko       | Kazachstan      | Astana Qazaqstan Team      | + 2' 02"   |
| 9. | Pello Bilbao           | Hiszpania       | Bahrain Victorious         | + 2' 02"   |
| 10. | Thomas Pidcock         | Wielka Brytania | Ineos Grenadiers           | + 2' 02"   |
| 11. | Paul Lapeira           | Francja         | Decathlon-AG2R La Mondiale | + 2' 02"   |
| 12. | Tiesj Benoot           | Belgia          | Team Visma \| Lease a Bike | + 2' 02"   |
| 13. | Bauke Mollema          | Holandia        | Lidl-Trek                  | + 2' 02"   |
| 14. | Alex Aranburu          | Hiszpania       | Movistar Team              | + 2' 02"   |
| 15. | Dylan Teuns            | Belgia          | Israel-Premier Tech        | + 2' 02"   |
| 16. | Benoît Cosnefroy       | Francja         | Decathlon-AG2R La Mondiale | + 2' 02"   |
| 17. | Marc Hirschi           | Szwajcaria      | UAE Team Emirates          | + 2' 02"   |
| 18. | Guillaume Martin       | Francja         | Cofidis                    | + 2' 02"   |
| 19. | Ion Izagirre           | Hiszpania       | Cofidis                    | + 2' 02"   |
| 20. | Aleksandr Własow       | brak            | Bora-Hansgrohe             | + 2' 02"   |